# Kathleen Wilhoite
Kathleen Wilhoite est une actrice  américaine née le 29 juin 1964 à Santa Barbara, Californie (États-Unis).

## Biographie
Kathleen Wilhoite commence sa carrière en 1983, avec le film Private School. Dès lors, elle enchaîne les seconds rôles aussi bien au cinéma qu'a la télévision.
Ses rôles les plus marquants sont ceux de Rosalie dans la série La loi de Los Angeles (1993-94), Chloé, la sœur du docteur Susan Lewis dans Urgences (1994-2002) et Liz Danes dans Gilmore Girls (2004-2007).

Également chanteuse, Wilhoite a sorti deux albums : Pitch Like a Girl (1998) et Shiva (2000).

## Filmographie

### Cinéma
- 1983 : Private School (en) : Betsy
- 1986 : La Loi de Murphy (Murphy's Law) : Arabella McGee
- 1986 : Ratboy : Une participante de la fête
- 1986 : Le Lendemain du crime (The Morning After) : Red
- 1986 : Witchboard : Zarabeth
- 1987 : Angel Heart : Nurse
- 1987 : L'homme de l'année (Campus Man) : Molly Gibson
- 1987 : Under Cover : Corrinne
- 1988 : Izzy et Sam (Crossing Delancey) : Myla Bondy
- 1988 : Dream Demon : Jenny Hoffman
- 1989 : Road House : Carrie Ann / la chanteuse au Double Deuce
- 1989 : Brenda Starr (en) : Reporter Hank O'Hare
- 1990 : Chacun sa chance (Everybody Wins) : Amy
- 1990 : Bad Influence : Leslie
- 1992 : Lorenzo (Lorenzo's Oil) : Deirdre Murphy
- 1993 : The Chili Con Carne Club : Pete's Co-Worker
- 1993 : Visiteurs extraterrestres (Fire in the Sky) : Katie Rogers
- 1994 : Benders : Terri
- 1994 : Rends la monnaie, papa (Getting Even with Dad) : Kitty
- 1994 : Color of Night : Michelle
- 1995 : Wet : Jolene Wolff
- 1996 : Tales of Erotica : Jolene Wolff (segment "Wet")
- 1997 : The Maze : Mira
- 1997 : À couteaux tirés (The Edge) : Ginny
- 1997 : Breast Men : Timmi-Jean Lindsey
- 1998 : Girl (en) : The Hip Salesgirl
- 2000 : Mais qui a tué Mona ? (Drowning Mona) : Lucinda
- 2000 : East of A : Spark
- 2000 : Nurse Betty : Sue Ann Rogers
- 2000 : Angels! : Georgeanne
- 2000 : Un monde meilleur (Pay It Forward) : Bonnie
- 2003 : Un tueur aux trousses (Quicksand) de John Mackenzie : Beth Ann
- 2003 : The Bug in My Ear : Kat
- 2003 : Welcome to the Neighborhood : Jennifer
- 2004 : Perfect Opposites : Terri
- 2004 : Firecracker : Jessica
- 2007 : King of California : Kelly
- 2008 : Winged Creatures : Jenn
- 2009 : Endless Bummer : Peggy
- 2011 : Le pacte (Seeking justice) : Mère du zoo
- 2012 : California Solo : Catherine
- 2013 : Crazy Kind of Love : Doris
- 2015 : A Sort of Homecoming : Annie Landry
- 2016 : The Dog Lover : Mrs Gold
- 2017 : Ride : Amanda
- 2021 : Violet de Justine Bateman : Waitress

### Télévision
- 1983 : Quarterback Princess (en) de Noel Black : Carolyn
- 1984 : Single Bars, Single Women : Dee Dee
- 1984 : Flight 90: Disaster on the Potomac : Kelly Duncan
- 1985 : Pas mon enfant (Not My Kid) : Penny
- 1985 : Goodbye Charlie : Victoria
- 1986 : Have You Tried Talking to Patty?
- 1986 : Heart of the City (en)
- 1987 : Cathy : Cathy Andrews (voix)
- 1988 : Heartbeat
- 1988 : Cathy's Last Resort : Cathy Andrews (voix)
- 1989 : Cathy's Valentine : Cathy Andrews (voix)
- 1990 : Twin Peaks : Gwendolyn, la sœur de Lucy
- 1991 : Code Quantum : Norma Jean Pilcher
- 1991 : Dead on the Money
- 1992 : Live! From Death Row : Lorraine
- 1993 : When Love Kills: The Seduction of John Hearn : Cheryl
- 1993 : Un cœur en adoption (Broken Promises: Taking Emily Back) : Lily Ward
- 1994 : 18 Minutes in Albuquerque : Anne
- 1995-2002 : Urgences : Chloé Lewis
- 1996 : Dingue de toi : Iris
- 1996 : Terror in the Family : Judith
- 1997 : Crisis Center : Sarah Morrow
- 1997-2000 : Pepper Ann : Pepper Ann Pearson (voice)
- 1998 : Ally McBeal : Jannie Bittner
- 1999 : L.A. Doctors : Claire Elliott
- 2000 : Associées pour la loi : Janel March
- 2001 : Les Griffin : Sam (voice)
- 2001 : On the Edge : Lucy
- 2001 : New York, unité spéciale (saison 3, épisode 9) : Jane Rudd
- 2002 : Désordre affectif (My Sister's Keeper) : Mona
- 2002 : 24 heures chrono : Lauren Proctor
- 2002 : New York 911 : Chloé Lewis
- 2003 : Boomtown : Sally
- 2003 : Will et Grace : Sally
- 2003 : Le Destin d'Audrey (Audrey's Rain) : Marguerite Walker
- 2004 : La haine en héritage : Nadine Devereaux
- 2004 : Les 4400 : Grace Morrissey
- 2004-2007 : Gilmore Girls : Liz Danes
- 2005 : Charmed : Nadine
- 2006 : Boston Justice : Sophia Wilson
- 2007 : Ghost Whisperer : Valerie Parker
- 2008 : Esprits criminels : Kathy Evanson
- 2009 : FBI : Portés disparus : Sherri Brinkman
- 2009 : Grey's Anatomy : Leslie Goldman
- 2009 : L'Étoile de glace (Ice Dreams) : Debra Laston
- 2010 : Mentalist : Margo Ketchum
- 2011 : The Defenders : Natalie
- 2011 : The Glades : Mrs Wyatt
- 2014 : Jennifer Falls : Cheryl
- 2015 : Jane the Virgin : Wendy
- 2015 : Battle Creek : Susan
- 2017 : Wisdom : Tous contre le crime : Karen Sanford
- 2018 : The Resident : Claudia Webb